# Aartsbisdom Warmia

Bisdommen in Polen
33. Aartsbisdom Warmia
34. Bisdom Elbląg
35. Bisdom Ełk

Het aartsbisdom Warmia (Latijn: Archidioecesis Varmiensis; Pools: Archidiecezja Warmińska; Duits: Erzbistum Ermland) is een in Polen gelegen rooms-katholiek aartsbisdom met zetel in de stad Olsztyn. De hoofdkerk van het aartsbisdom staat in Frombork, in Olsztyn staat een cokathedraal. De aartsbisschop van Warmia is metropoliet van de kerkprovincie Warmia waartoe ook de volgende suffragane bisdommen behoren:
- bisdom Elbląg
- bisdom Ełk

## Geschiedenis
Het bisdom Ermland werd in 1243 in Pruisen als deel van de Duitse Orde gesticht. Vervolgens viel het 300 jaar lang onder het aartsbisdom Riga. In 1563 ging het aartsbisdom Riga ten onder aan de Reformatie. Het katholiek gebleven Ermland werd hierop een exempt bisdom (niet vallend onder een aartsbisdom) met aan het hoofd de SRI Varmiensis & Sambiensis Principis: prins-bisschop van het Heilige Roomse Rijk van Ermland en Samland. In Samland woonde nog een kleine katholieke minderheid, die ook onder het gezag van de prins-bisschop werd gebracht. Na de eerste Poolse Deling belemmerde het koninkrijk Pruisen niet langer de kerkelijke jurisdictie binnen de staat. De grootmeester van de Duitse Orde werd bijvoorbeeld aangesproken als "Administrator van Pruisen". Deze titel was overigens puur formeel en had met de zielenzorg van de gelovigen in het land niets van doen.
In de pauselijke bul De salute animarum van 1821 werden de oostelijke grenzen van het bisdom gelijkgesteld met de rijksgrens tussen die van Oost-Pruisen en het Keizerrijk Rusland. De westelijke grenzen van het bisdom waren minder duidelijk. Zo hoorden bijvoorbeeld Elbing, Neuteich en Tolkemit politiek gezien tot West-Pruisen, maar kerkelijk gezien onder het bisdom Ermland. Andersom lagen er parochies in Ermland, zoals Mohrungen, Neidenburg en Osterode, die onder de kerkelijke jurisdictie van de bisschop van Culm (Chełmno) vielen. In dezelfde bul werd de onafhankelijkheid van het bisdom nogmaals bevestigd. De zetel van het bisdom was tot 1945 de Maria Hemelvaart en Sint Andreaskathedraal in Frauenburg (Frombork). Nicolaas Copernicus was hier in de 16e eeuw kanunnik. In 1909 had het bisdom 327.567 katholieke inwoners tegenover 2.000.000 protestantse. In 1940 waren er 375.394 katholieken en 2.084.241 niet-katholieken.

### Na de Eerste Wereldoorlog
Toen volgens het Verdrag van Versailles in 1920 de grezen van Oost-Pruisen werden veranderd, corrigeerde de Heilige Stoel tegelijkertijd de grenzen van de bisdommen, zodanig dat alle parochies die voorheen tot Chełmno behoorden nu onder Ermland vielen. De parochies in de voortaan tot Polen verklaarde gebieden werden afgescheiden. De vier parochies in het Memelland scheidden zich in 1926 van Ermland af. Na het concordaat van Pruisen van 1929 werd het bisdom Ermland, samen met het nieuwe bisdom Berlijn en de prelatuur Schneidemühl in 1930 onderdeel van de nieuwe Oost-Duitse Kerkprovincie onder het nieuwe aartsbisdom Breslau. De toenmalige bisschop van Ermland Maximilian Kaller werd vanaf 1939 apostolisch administrator van de inmiddels acht parochies in de Vrije Prelatuur Memel. Begin 1945 vluchtten veel Duitse inwoners voor het naderende Rode Leger. Bisschop Kaller werd op 7 februari door de SS geëvacueerd. De door hem aangestelde vicaris Aloys Marquardt werd door Polen in juli 1945, nog voor de conferentie van Potsdam, door Polen uitgewezen. Vervolgens koos het domkapittel aartspriester Johannes Hanowski tot vicaris. Een maand later keerde bisschop Kaller terug en nam het bisschopsambt weer op. Hij benoemde vervolgens een vicaris-generaal voor het nu Poolse deel van het bisdom (Franciszek Borowiec) en voor het Russische deel (Paul Hoppe). Dezelfde maand nog dwong de Poolse primaat August Hlond Maximilian Kaller om zijn kerkelijke jurisdictie (niet zijn bisschopsambt) op te geven. Deze verantwoordelijkheid werd overgenomen door de administrator Teodor Bensch, een in Pommeren geboren Pool. Bisschop Kaller werd uitgewezen naar de Geallieerde bezettingszones in Duitsland. De Oost-Duitse kerkprovincie bleef bestaan, echter alleen de gebieden ten westen van de Oder-Neissegrens vielen onder het bestuur van de residerende bisschop. Het oostelijke gedeelte werd bestuurd door een apostolisch administrator.

### Na de Tweede Wereldoorlog
Na Kallers verbanning naar West-Duitsland benoemde paus Pius XII hem op 26 september 1946 tot pauselijk legaat voor de verdreven Duitsers. Ondertussen hadden de in de geallieerde bezettingszones verblijvende kanunniken Arthur Kather (proost van de Nicolaikerk in Elbląg) tot vicaris kapitularis verkozen. De Heilige Stoel erkende deze verkiezing en Kather vertegenwoordigde vervolgens Ermland op de jaarlijkse Duitse bisschoppenconferentie in Fulda. Na de dood van Kather werd de eveneens verbannen vicaris-generaal Hoppe in zijn plaats verkozen. Op 28 juni 1972 benoemde paus Paulus VI Józef Drzazga als bisschop van Ermland. Bij deze benoeming werden ook de grenzen van het bisdom opnieuw bepaald. De delen in de Sovjet-Unie hoorden niet langer bij het bisdom en het werd suffragaan aan het aartsbisdom Warschau. De Oost-Duitse Kerkprovincie werd opgeheven en het Duitse gebied van het aartsbisdom Breslau (Wrocław) werd de apostolische prefectuur Görlitz. Het Duitse bisdomsgebied Berlijn werd exempt. Paul Hoppe kreeg de nieuw gecreëerde functie van "apostolisch visitator voor de Ermlandse diocesanen in Duitsland". Paus Paulus VI beschreef het bisdom in de apostolische constitutie "Episcoporum Poloniae coetus" als bisdom Warmia. Als gevolg van de herstructurering van de katholieke kerk in Polen werd het bisdom door paus Johannes Paulus II op 25 maart 1992 met de apostolische constitutie Totus Tuus Poloniae populus verheven tot metropolitaan aartsbisdom. De bisschopszetel werd verplaatst van Frombork naar Olsztyn en de nieuwe gecreëerde bisdommen Elbląg en Ełk werden suffragaan aan Warmia.
In 2012 besloot de Duitse bisschoppenconferentie om het territoriumloze bisdom Ermland en de visitatuur op te heffen en onder te brengen in een vereniging. Visitator Lothar Schlegel ging in oktober 2011 met emeritaat en er werd geen opvolger benoemd.

## Bisschoppen
Zie Lijst van bisschoppen van Ermland

## Afbeeldingen

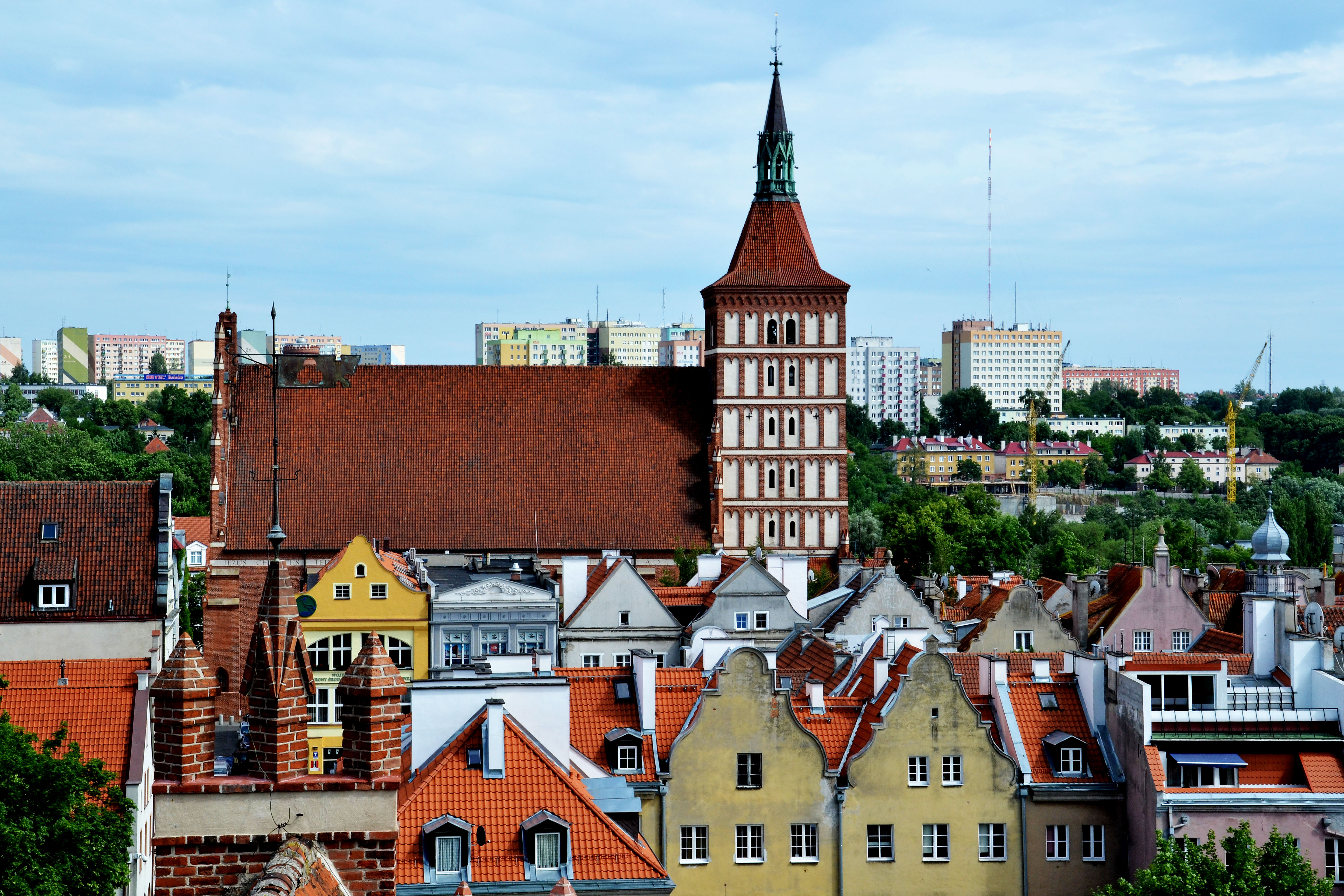
Kathedraal van Olsztyn
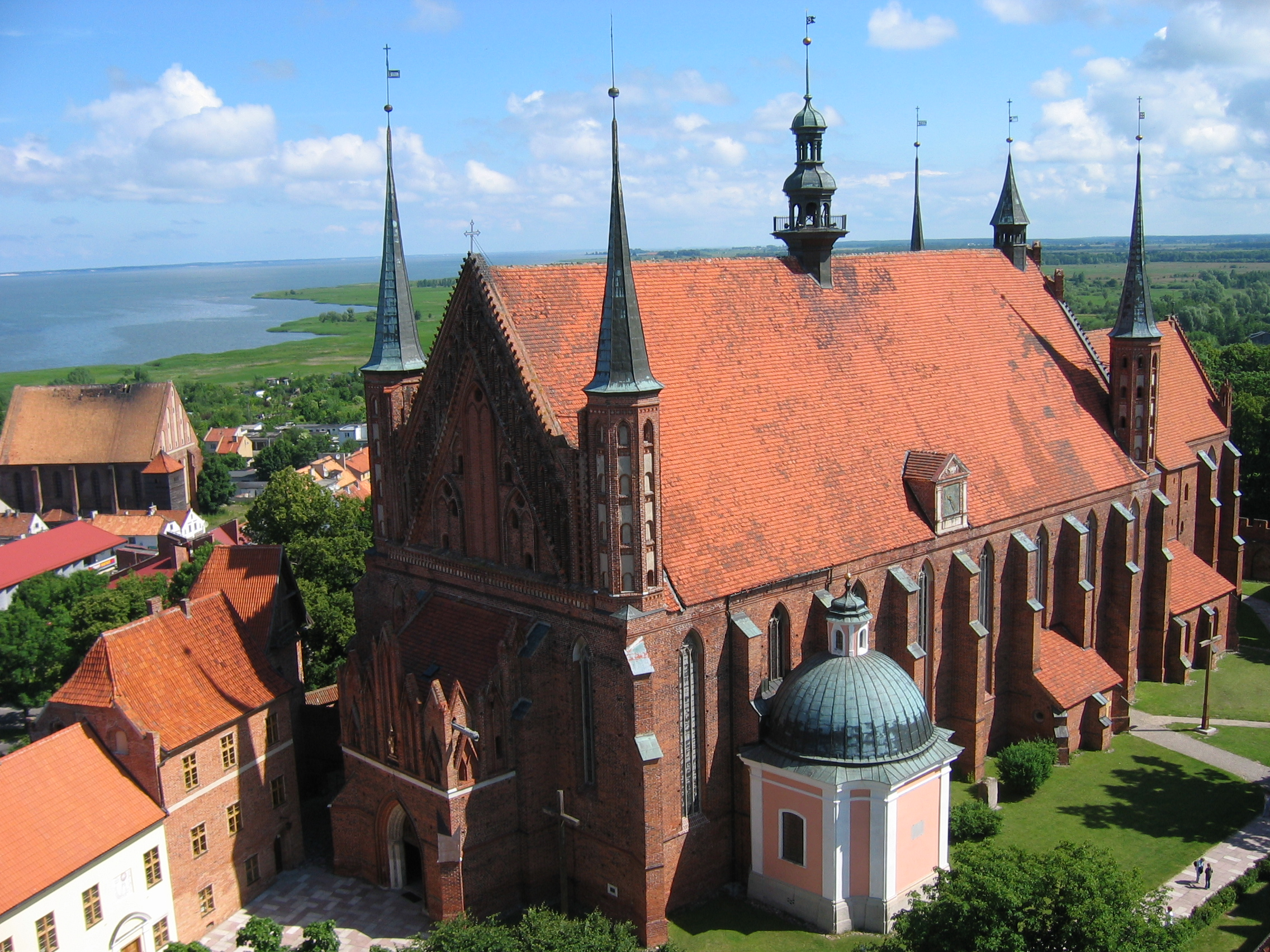
Dom van Frombork